# مفيدة بورقيبة

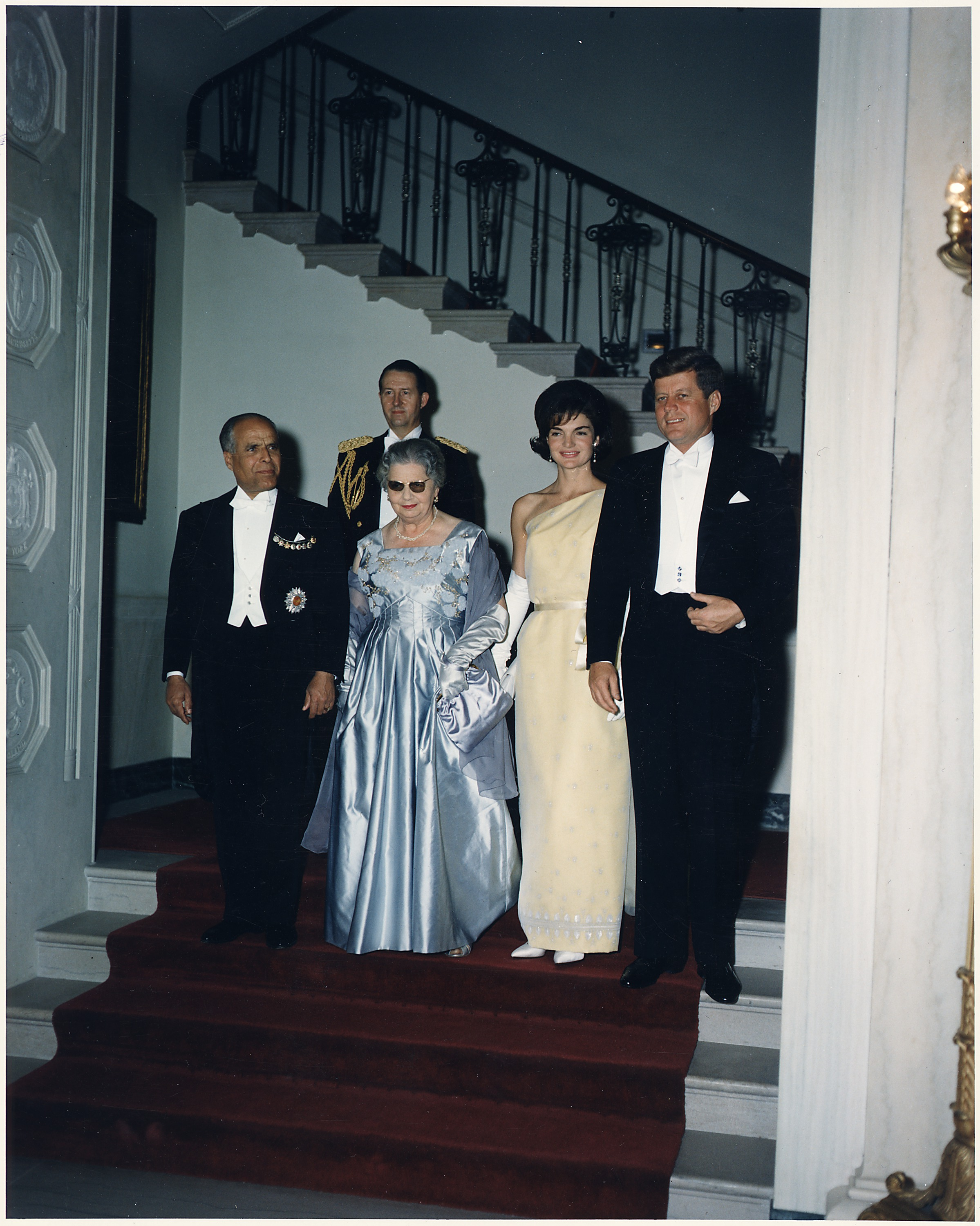
الحبيب بورقيبة رفقة زوجته مفيدة، ومعهم جاكلين كينيدي، وجون كيندي

مفيدة بورقيبة (بالفرنسية: Moufida Bourguiba)‏ ولدت باسم ماتيلد لوران عام 1890 بسان مور دي فوسي (Saint-Maur-des-Fossés) بفرنسا وتوفيت يوم 15 نوفمبر 1976 بالمنستير هي الزوجة الأولى للحبيب بورقيبة وهي أول سيدة تونس الأولى.
عرفها الشاب الحبيب بورقيبة عام 1925 عندما كان يدرس بفرنسا، وقد كانت آنذاك أرملة حيث توفي عنها زوجها الكولونيل لي فرا (le colonel Le Fras) الضابط في الجيش الفرنسي والذي توفي عام 1918. وقد أنجبت منه في شهر أبريل 1927 ابنه الوحيد الحبيب بورقيبة الابن، وذلك قبل أن يتزوجا في شهر أغسطس من نفس السنة.
عادت معه إلى تونس بعد حصوله على الإجازة في الحقوق في صيف 1927. وقد صبرت على ما لاقاه من سجن وإبعاد بسبب تزعمه للحركة الوطنية التونسية. وبعد الاستقلال عام 1956 حصلت على الجنسية التونسية، واعتنقت الدين الإسلامي بتاريخ 25 أكتوبر 1958 وحملت اسم مفيدة.
كان الحبيب بورقيبة على علاقة عاطفية منذ عام 1943 مع وسيلة بن عمار رغم أنها كانت متزوجة من غيره، وقد طلق زوجته الأولى يوم 21 جويلية 1961 بنية التزوج من وسيلة في الشهر الموالي، غير أن ظروف حرب بنزرت وما أشاعته من حزن بسبب كثرة الشهداء، جعله يؤجل زواجه من وسيلة وهو ما تم بتاريخ 12 أفريل 1962.
كان بورقيبة يزور زوجته الأولى التي حافظت على ودها له إلى أن توفيت ودفنت في تربة آل بورقيبة في مدينة المنستير.